# داني ليفا
داني ليفا (بالإنجليزية: Danny Leyva)‏ هو لاعب كرة قدم أمريكي في مركز الوسط، ولد في 5 مايو 2003 في لاس فيغاس في الولايات المتحدة. لعب مع تاكوما ديفنس وسياتل ساوندرز.

## وصلات خارجية
- داني ليفا على موقع الدوري الأمريكي (الإنجليزية)
- داني ليفا على موقع قاعدة بيانات كرة القدم.إي يو (الإنجليزية)
- داني ليفا على موقع Soccerway.com (الإنجليزية)